# 마이 온 워스트 에너미
마이 온 워스트 에너미(My Own Worst Enemy)는 NBC에서 2008년 10월 13일부터 12월 15일까지 방영된 드라마이다.

## 캐스트
- 크리스천 슬레이터 - Henry Spivey/Edward Albright
- 매첸 아믹 - Angie Spivey
- 벨라 손 - Ruthy Spivey
- 테일러 로트너 - Jack Spivey
- 알프레 우더드 - Mavis Heller
- 마이크 오말리 - Tom Grady/Raymond Carter
- 세프론 버로스 - Dr. Norah Skinner
- 제임스 크롬웰 - Alistair Trumbull